# Kang Min-ah
Kang Min-ah (Hangul: 강민아), es una actriz surcoreana.

## Biografía
Estudió en el Seoul Broadcasting High School.
Es buena amiga del actor y modelo surcoreano Nam Yoon-soo.

## Carrera
Es miembro de la agencia "H& Entertainment" (에이치앤드엔터테인먼트). Previamente fue miembro de la agencia "Imagine Asia".
Comenzó a ganar reconocimiento con el drama Schoolgirl Detectives del año 2014.
En abril del 2019 se unió al elenco principal de la segunda temporada de la serie web A-TEEN 2 donde interpretó a la estudiante Cha Ah-hyun, la hermana de Cha Gi-hyun (Ryu Ui-hyun), hasta el final de la serie el 27 de junio del mismo año.
El 10 de noviembre del mismo año se unió al elenco de la serie Yeonnamdong Global House (también conocida como "Mon Chou Chou Global House") donde dio vida a Kang Yoo-na, una joven que consigue un trabajo como personal de la pensión mientras se encuentra de vacaciones de la escuela, hasta el final de la serie el 19 de diciembre del mismo año.
El 13 de febrero del 2020 se unió al elenco de la serie web The Temperature of Talk: Our Nineteen (también conocida como "The Temperature of Language") donde interpretó a la estudiante Han Yoo-ri, hasta el final de la serie el 9 de abril del mismo año.
En diciembre del mismo año se unió al elenco recurrente de la serie True Beauty donde dio vida a Choi Soo-ah, una estudiante y la amiga de Lim Joo-kyung (Moon Ga-young), hasta el final de la serie el 4 de febrero del 2021.
El 19 de febrero de 2021 apareció como invitada en la serie Freak (también conocida como "Beyond Evil") donde interpretó a Kang Min-jung, una alegre y honesta estudiante universitaria del pueblo de Manyang cuyo padre es dueño del supermercado local.
El 14 de junio del mismo año se unió al elenco principal de la serie At A Distance Spring Is Green (también conocida como "Blue Spring From a Distance") donde dio vida a Kim So-bin, una joven estudiante universitaria seria y trabajadora, que esconde un doloroso pasado, hasta el final de la serie el 20 de julio del mismo año.
En agosto del mismo año se anunció que se había unido al elenco principal de la serie Miracle.

## Filmografía

### Series de televisión
| Año             | Título                             | Personaje               | Red  | Notas        |
| --------------- | ---------------------------------- | ----------------------- | ---- | ------------ |
| 2022 - presente | Miracle                            | Lee So-rin              | -    |              |
| 2021            | At A Distance Spring Is Green      | Kim So-bin              | KBS2 | 12 episodios |
| 2021            | Freak                              | Kang Min-jung           | JTBC | [ 14 ]       |
| 2020 - 2021     | True Beauty                        | Choi Soo-ah             | tvN  | [ 15 ]       |
| 2020            | Memorist                           | Sul Cho-won             | tvN  |              |
| 2018            | Time                               | Miss Yang               | MBC  |              |
| 2017            | Modu Love                          | Kang Min-ah             | tvN  |              |
| 2016            | Drama Special - Explicit Innocence | Yoon Seo-kyung          | KBS2 | [ 16 ]       |
| 2016            | Let's Fight, Ghost                 | Kim Eun-sung            | tvN  |              |
| 2015            | Cheer Up!                          | Park Da-mi              | KBS  | [ 17 ]       |
| 2014            | Schoolgirl Detectives              | Yoon Mi-do              | jTBC |              |
| 2013            | Jang Ok-jung, Living by Love       | Jang Ok-jung (de joven) | SBS  |              |
| 2012            | Love, My Love                      | Yeo Eui-joo             | KBS2 |              |

### Web dramas
| Año  | Título                                    | Personaje    | Cadena                | Notas        |
| ---- | ----------------------------------------- | ------------ | --------------------- | ------------ |
| 2020 | The Temperature Of Language: Our Nineteen | Han Yoo-ri   | VLive, Naver TV       | 16 episodios |
| 2019 | Yeonnamdong Global House                  | Kang Yoo-na  | Mobidic               | 12 episodios |
| 2019 | A-TEEN 2                                  | Cha Ah-hyun  | Naver TV Cast, V LIVE | 20 episodios |
| 2019 | Love as You Taste                         | Hong Cho-ee  | Naver TV Cast         | 10 episodios |
| 2017 | Between Friendship and Love 2             | Yeo Woo-jung | Naver TV              | 13 episodios |
| 2016 | Tomorrow Boy                              | Jo Ah-ra     | Naver TV Cast         | 5 episodios  |

### Películas
| Año  | Título                                                                         | Personaje                 | Notas  |
| ---- | ------------------------------------------------------------------------------ | ------------------------- | ------ |
| 2009 | To the Sea                                                                     | So-yeon                   |        |
| 2010 | A country that widespread hundreds of castles the sea (Baeckkajehae, 百家濟海) | So-woong (de joven)       |        |
| 2011 | Pained                                                                         | Hermana Mayor de Nam-soon |        |
| 2011 | Grape Candy: The promise of 17 years ago                                       | So-ra (de joven)          |        |
| 2014 | Man in Love                                                                    | Song-ji                   | [ 20 ] |
| 2014 | The Huntresses                                                                 | Hong-dan (de joven)       |        |
| 2016 | Hiya                                                                           | Choi Han-joo              | [ 21 ] |
| 2018 | Park Hwa-young                                                                 | Eun Mi-jung               |        |

### Programas de variedades
| Año  | Título                        | Notas                               |
| ---- | ----------------------------- | ----------------------------------- |
| 2019 | Come On School (커먼스쿨)     | 2 episodios (ep. #11-12) - invitada |
| 2019 | Eat's Seoul (웹예능_이츠서울) | junto a Nam Yoon-soo - miembro      |
| 2016 | Hip Hop Nation 2              |                                     |

### Aparición en vídeos musicales
| Año  | Artista       | Título de la Canción     | Notas                                         |
| ---- | ------------- | ------------------------ | --------------------------------------------- |
| 2020 | Baek Ji-young | "I Still Love You a Lot" | junto a Nam Yoon-soo - (apareció en el video) |
| 2018 | Paul Kim      | "Additional"             |                                               |
| 2018 | Andup         | "Wait a Sec"             |                                               |
| 2013 | Yoo Seung-woo | "You and I"              |                                               |

### Endorsos
| Año   | Título         | Notas      |
| ----- | -------------- | ---------- |
| 2021- | Goobne Chicken | Embajadora |

### Anuncios
| Año  | Título         | Notas                 |
| ---- | -------------- | --------------------- |
| 2021 | Goobne Chicken | junto a Kim Young-dae |
| 2021 | Giverny Korea  |                       |

### Revistas / sesiones fotográficas
| Año  | Título          | Notas         |
| ---- | --------------- | ------------- |
| 2021 | Elle Korea      | [ 26 ]        |
| 2021 | @star1 Magazine | [ 27 ] [ 28 ] |